# Liste der Autorenbeteiligungen und Produktionen von Shuko
Dies ist eine Übersicht über die Kompositionen, Liedtexte und Musikproduktionen des deutschen Musikers Shuko. Häufig wirkt Shuko im Hintergrund, abseits seiner eigenen Karriere als Interpret, unter seinem bürgerlichen Namen Christoph Bauss. Zu berücksichtigen ist, dass Hitmedleys, Remixe, Liveaufnahmen oder Neuaufnahmen des gleichen Interpreten nicht aufgeführt werden. Tätigkeiten als Komponist und/oder Liedtexter sind in der folgenden Tabelle als Autor zusammengefasst worden.

## ()
| Jahr | Titel            | Interpret                    | Autor                       | Produzent                   |
| ---- | ---------------- | ---------------------------- | --------------------------- | --------------------------- |
| 2009 | “Gangsta” Rapper | Fler feat. Godsilla & Reason | Grünes Häkchensymbol für ja | Grünes Häkchensymbol für ja |

## #
| Jahr | Titel           | Interpret              | Autor                       | Produzent                   |
| ---- | --------------- | ---------------------- | --------------------------- | --------------------------- |
| 2009 | 2 krasse Rapper | Tony D feat. Kitty Kat | Grünes Häkchensymbol für ja | Grünes Häkchensymbol für ja |
| 2012 | 103             | 1995                   | Grünes Häkchensymbol für ja |                             |
| 2012 | 2013            | Diens                  | Grünes Häkchensymbol für ja | Grünes Häkchensymbol für ja |

## A
| Jahr | Titel                | Interpret                                 | Autor                       | Produzent                   |
| ---- | -------------------- | ----------------------------------------- | --------------------------- | --------------------------- |
| 2013 | Ab jetzt             | Cro                                       | Grünes Häkchensymbol für ja |                             |
| 2020 | Abraxas              | Antilopen Gang                            | Grünes Häkchensymbol für ja |                             |
| 2013 | Adrenalin            | Kollegah / Farid Bang                     | Grünes Häkchensymbol für ja |                             |
| 2009 | AKA                  | Seth Gueko                                | Grünes Häkchensymbol für ja |                             |
| 2014 | Alleine              | SAM                                       | Grünes Häkchensymbol für ja | Grünes Häkchensymbol für ja |
| 2010 | Alles okay           | Bandit feat. Franky Kubrick & Leon Taylor | Grünes Häkchensymbol für ja |                             |
| 2014 | Alles wasi mach      | Bandit                                    | Grünes Häkchensymbol für ja | Grünes Häkchensymbol für ja |
| 2014 | Animal in Me         | Guy Sebastian                             | Grünes Häkchensymbol für ja | Grünes Häkchensymbol für ja |
| 2013 | Another Day          | Fratelli-B feat. M. O. P.                 | Grünes Häkchensymbol für ja |                             |
| 2021 | Antilopen Geldwäsche | Antilopen Gang                            | Grünes Häkchensymbol für ja |                             |
| 2012 | Avant de s’en aller  | Soprano / R.E.D.K.                        | Grünes Häkchensymbol für ja |                             |
| 2009 | Azphalt Inferno      | Azad                                      |                             | Grünes Häkchensymbol für ja |

## B
| Jahr | Titel                    | Interpret                                     | Autor                       | Produzent                   |
| ---- | ------------------------ | --------------------------------------------- | --------------------------- | --------------------------- |
| 2007 | Back                     | Black Tiger & MC Rony                         | Grünes Häkchensymbol für ja |                             |
| 2007 | Bapbabelubah             | Rapsoul                                       | Grünes Häkchensymbol für ja |                             |
| 2012 | Bärge                    | Yuri                                          | Grünes Häkchensymbol für ja |                             |
| 2020 | Bang Bang                | Antilopen Gang                                | Grünes Häkchensymbol für ja |                             |
| 2006 | Be So Cold               | Shuko feat. Dre Robinson, Jae Millz & Papoose | Grünes Häkchensymbol für ja | Grünes Häkchensymbol für ja |
| 2008 | Berlin                   | Fler                                          | Grünes Häkchensymbol für ja | Grünes Häkchensymbol für ja |
| 2007 | Besetzt                  | Sha                                           | Grünes Häkchensymbol für ja |                             |
| 2010 | Besti wo je hätz gitz    | Gimma feat. Ali De Bengali & Orange           | Grünes Häkchensymbol für ja |                             |
| 2008 | Bevor das Licht erlischt | Casper                                        |                             | Grünes Häkchensymbol für ja |
| 2014 | Bigger Plan              | Ira May                                       | Grünes Häkchensymbol für ja | Grünes Häkchensymbol für ja |
| 2010 | Bis zur Sunnä            | Bandit feat. Shpoiz                           | Grünes Häkchensymbol für ja |                             |
| 2009 | Bitte please             | Yuri feat. Jayc                               | Grünes Häkchensymbol für ja | Grünes Häkchensymbol für ja |
| 2014 | Bitte Spitte Toi Lab     | Farid Bang                                    | Grünes Häkchensymbol für ja |                             |
| 2017 | Blau                     | Amanda feat. Sido                             | Grünes Häkchensymbol für ja |                             |
| 2016 | Blue Elephants           | Ira May                                       | Grünes Häkchensymbol für ja | Grünes Häkchensymbol für ja |
| 2011 | Business Paris           | Kollegah feat. Ol Kainry                      | Grünes Häkchensymbol für ja |                             |

## C
| Jahr | Titel          | Interpret                   | Autor                       | Produzent                   |
| ---- | -------------- | --------------------------- | --------------------------- | --------------------------- |
| 2015 | Calina         | Bligg                       | Grünes Häkchensymbol für ja |                             |
| 2008 | Casper! Bumaye | Casper                      |                             | Grünes Häkchensymbol für ja |
| 2015 | Chaque matin   | Cayene                      | Grünes Häkchensymbol für ja |                             |
| 2008 | Clubbanger     | Fler feat. Massiv           | Grünes Häkchensymbol für ja | Grünes Häkchensymbol für ja |
| 2018 | Computiful     | Cro                         | Grünes Häkchensymbol für ja |                             |
| 2012 | Converse Musik | Farid Bang feat. Young Buck | Grünes Häkchensymbol für ja | Grünes Häkchensymbol für ja |
| 2014 | Cop Love       | Cro                         | Grünes Häkchensymbol für ja |                             |

## D
| Jahr | Titel                            | Interpret                                      | Autor                       | Produzent                   |
| ---- | -------------------------------- | ---------------------------------------------- | --------------------------- | --------------------------- |
| 2016 | Danju Danju am Micro             | Danju                                          |                             | Grünes Häkchensymbol für ja |
| 2008 | Das ist mehr als nur Strassenrap | Massiv                                         | Grünes Häkchensymbol für ja | Grünes Häkchensymbol für ja |
| 2020 | Das Rennen                       | RIN                                            | Grünes Häkchensymbol für ja |                             |
| 2008 | Deine Jugend                     | Casper                                         |                             | Grünes Häkchensymbol für ja |
| 2014 | Déja vu                          | SAM                                            | Grünes Häkchensymbol für ja | Grünes Häkchensymbol für ja |
| 2008 | Der letzte Tanz                  | Casper feat. Prinz Pi                          |                             | Grünes Häkchensymbol für ja |
| 2006 | Der neue Pott                    | Fard, Snaga & Pillath, Manuellsen & Grossmaul  | Grünes Häkchensymbol für ja |                             |
| 2011 | Devil’s Rebels                   | Ill Bill & Vinnie Paz feat. Crupt the Warchild | Grünes Häkchensymbol für ja | Grünes Häkchensymbol für ja |
| 2008 | Die Welt steht still             | Casper                                         |                             | Grünes Häkchensymbol für ja |
| 2015 | Don’t Call It a Comeback         | Fratelli-B feat. Möchtegang                    | Grünes Häkchensymbol für ja |                             |
| 2015 | Don’t Legalize                   | Genetikk feat. Sido                            |                             | Grünes Häkchensymbol für ja |
| 2013 | Drive-By                         | Kollegah + Farid Bang                          | Grünes Häkchensymbol für ja |                             |
| 2010 | Dschungelmusig                   | Bandit                                         | Grünes Häkchensymbol für ja | Grünes Häkchensymbol für ja |
| 2007 | Du willsch … (vrgiss dä Scheiss) | Black Tiger & MC Rony                          | Grünes Häkchensymbol für ja |                             |
| 2010 | Durchzug                         | TAFS                                           | Grünes Häkchensymbol für ja | Grünes Häkchensymbol für ja |

## E
| Jahr | Titel                            | Interpret | Autor                       | Produzent                   |
| ---- | -------------------------------- | --------- | --------------------------- | --------------------------- |
| 2006 | Ende vom Anfang                  | Mnemonic  |                             | Grünes Häkchensymbol für ja |
| 2012 | Eifach hei                       | Yuri      | Grünes Häkchensymbol für ja | Grünes Häkchensymbol für ja |
| 2014 | Erinnerung                       | Cro       | Grünes Häkchensymbol für ja | Grünes Häkchensymbol für ja |
| 2008 | Es gibt nichts was zu regeln ist | Massiv    | Grünes Häkchensymbol für ja | Grünes Häkchensymbol für ja |
| 2007 | Euer Ende                        | Warheit   | Grünes Häkchensymbol für ja |                             |
| 2016 | Eye of the Beholder              | Ira May   | Grünes Häkchensymbol für ja | Grünes Häkchensymbol für ja |

## F
| Jahr | Titel               | Interpret                                                                                   | Autor                       | Produzent                   |
| ---- | ------------------- | ------------------------------------------------------------------------------------------- | --------------------------- | --------------------------- |
| 2014 | Fallen              | SAM                                                                                         | Grünes Häkchensymbol für ja | Grünes Häkchensymbol für ja |
| 2016 | Fear and Delight    | Ira May                                                                                     | Grünes Häkchensymbol für ja | Grünes Häkchensymbol für ja |
| 2006 | Fick die Welt       | Franky Kubrick                                                                              | Grünes Häkchensymbol für ja | Grünes Häkchensymbol für ja |
| 2012 | Flüge dür d’Luft    | Yuri feat. 6er Gascho                                                                       | Grünes Häkchensymbol für ja | Grünes Häkchensymbol für ja |
| 2006 | Folge dem Stern     | Peripherique                                                                                | Grünes Häkchensymbol für ja | Grünes Häkchensymbol für ja |
| 2011 | Follow Your Heart   | Phumaso & Smack, Fogel, Shocktraderz & DJ Jonez feat. Bandit, John Harrison & Freddie Tsanu |                             | Grünes Häkchensymbol für ja |
| 2016 | Forbidden Fruit     | Ira May                                                                                     | Grünes Häkchensymbol für ja | Grünes Häkchensymbol für ja |
| 2017 | Frag mich nicht     | Amanda                                                                                      | Grünes Häkchensymbol für ja |                             |
| 2014 | Franky Town         | Olexesh                                                                                     |                             | Grünes Häkchensymbol für ja |
| 2010 | Fresh               | Bandit                                                                                      | Grünes Häkchensymbol für ja | Grünes Häkchensymbol für ja |
| 2013 | Friss oder stirb    | Kollegah / Farid Bang                                                                       | Grünes Häkchensymbol für ja |                             |
| 2015 | Fuck For Infinity 2 | Neeon                                                                                       | Grünes Häkchensymbol für ja | Grünes Häkchensymbol für ja |

## G
| Jahr | Titel                    | Interpret                  | Autor                       | Produzent                   |
| ---- | ------------------------ | -------------------------- | --------------------------- | --------------------------- |
| 2014 | Generazione BHO          | Fedez                      | Grünes Häkchensymbol für ja |                             |
| 2012 | German Dream 2012        | Farid Bang feat. Eko Fresh |                             | Grünes Häkchensymbol für ja |
| 2017 | Gestern war nicht besser | Antilopen Gang             | Grünes Häkchensymbol für ja |                             |
| 2015 | Grizzly                  | Cayene                     | Grünes Häkchensymbol für ja |                             |

## H
| Jahr | Titel                       | Interpret                                                                   | Autor                       | Produzent                   |
| ---- | --------------------------- | --------------------------------------------------------------------------- | --------------------------- | --------------------------- |
| 2015 | Hannah Got Funk             | Jean-Christoph “Schowi” Ritter, Christoph “Shuko” Bauss & Michael Geldreich | Grünes Häkchensymbol für ja | Grünes Häkchensymbol für ja |
| 2002 | Hard 2 Amuse (Instrumental) | Separate                                                                    |                             | Grünes Häkchensymbol für ja |
| 2013 | Heb d’Frässi                | Fratelli-B feat. Phumaso & Smack                                            | Grünes Häkchensymbol für ja |                             |
| 2010 | Heb di fescht               | Bandit                                                                      | Grünes Häkchensymbol für ja |                             |
| 2014 | Heute                       | Die Fantastischen Vier                                                      | Grünes Häkchensymbol für ja |                             |
| 2014 | Hey Girl                    | Cro                                                                         | Grünes Häkchensymbol für ja |                             |
| 2008 | Hin zur Sonne               | Casper                                                                      |                             | Grünes Häkchensymbol für ja |
| 2016 | Hit Me With the Drums       | Ira May                                                                     | Grünes Häkchensymbol für ja | Grünes Häkchensymbol für ja |
| 2008 | Hollywood                   | Bligg                                                                       | Grünes Häkchensymbol für ja |                             |
| 2008 | Hundeleben                  | Casper                                                                      |                             | Grünes Häkchensymbol für ja |
| 2007 | Hustle On                   | Keith Murray                                                                | Grünes Häkchensymbol für ja | Grünes Häkchensymbol für ja |

## I
| Jahr | Titel                              | Interpret                                                                   | Autor                       | Produzent                   |
| ---- | ---------------------------------- | --------------------------------------------------------------------------- | --------------------------- | --------------------------- |
| 2010 | I bin nid schuld                   | Gimma feat. Semantik                                                        | Grünes Häkchensymbol für ja |                             |
| 2008 | Ich habe meine Träume wahr gemacht | Massiv                                                                      | Grünes Häkchensymbol für ja |                             |
| 2008 | Ich kann dich sehen                | Fler feat. Shizoe                                                           | Grünes Häkchensymbol für ja |                             |
| 2017 | Ich kann nicht schlafen            | Amanda                                                                      | Grünes Häkchensymbol für ja |                             |
| 2009 | Ich weiß was ich tue               | MekMC                                                                       | Grünes Häkchensymbol für ja |                             |
| 2010 | Ihr da uss                         | Bandit                                                                      | Grünes Häkchensymbol für ja |                             |
| 2008 | Ihr seid Dreck                     | Jonesmann                                                                   |                             | Grünes Häkchensymbol für ja |
| 2015 | Im 80. Stockwerk                   | Die Fantastischen Vier                                                      |                             | Grünes Häkchensymbol für ja |
| 2005 | Im Schlitz                         | Luut & Tüütli                                                               | Grünes Häkchensymbol für ja |                             |
| 2002 | Image ist Rap                      | Separate                                                                    |                             | Grünes Häkchensymbol für ja |
| 2008 | In deinen Armen                    | Casper feat. Amaris                                                         |                             | Grünes Häkchensymbol für ja |
| 2016 | In My Heart                        | Ira May                                                                     | Grünes Häkchensymbol für ja | Grünes Häkchensymbol für ja |
| 2015 | In the Club                        | Jean-Christoph “Schowi” Ritter, Christoph “Shuko” Bauss & Michael Geldreich | Grünes Häkchensymbol für ja | Grünes Häkchensymbol für ja |
| 2012 | Indignados                         | Keny Arkana                                                                 | Grünes Häkchensymbol für ja |                             |

## J
| Jahr | Titel             | Interpret      | Autor                       | Produzent                   |
| ---- | ----------------- | -------------- | --------------------------- | --------------------------- |
| 2011 | Je passe le salut | Keny Arkana    | Grünes Häkchensymbol für ja | Grünes Häkchensymbol für ja |
| 2020 | Jewelz            | Anderson .Paak | Grünes Häkchensymbol für ja |                             |

## K
| Jahr | Titel              | Interpret                 | Autor                       | Produzent                   |
| ---- | ------------------ | ------------------------- | --------------------------- | --------------------------- |
| 2017 | Karussell          | Amanda feat. Mark Forster | Grünes Häkchensymbol für ja |                             |
| 2008 | Kein Held          | Casper                    |                             | Grünes Häkchensymbol für ja |
| 2020 | Kein Wort          | Juju & Loredana           | Grünes Häkchensymbol für ja |                             |
| 2009 | Keine Gegnaz       | Tony D feat. Sido         | Grünes Häkchensymbol für ja | Grünes Häkchensymbol für ja |
| 2009 | King of Rap        | Massiv                    | Grünes Häkchensymbol für ja | Grünes Häkchensymbol für ja |
| 2007 | König der Welt     | Rapsoul                   | Grünes Häkchensymbol für ja |                             |
| 2015 | Königtum und Kaste | Favorite                  | Grünes Häkchensymbol für ja |                             |

## L
| Jahr | Titel                           | Interpret                                                                   | Autor                       | Produzent                   |
| ---- | ------------------------------- | --------------------------------------------------------------------------- | --------------------------- | --------------------------- |
| 2012 | La Matrice                      | Vincenzo feat. Alonzo                                                       | Grünes Häkchensymbol für ja | Grünes Häkchensymbol für ja |
| 2010 | Läbä                            | Bandit feat. Lou Geniuz                                                     | Grünes Häkchensymbol für ja |                             |
| 2012 | Laissez moi ivre                | Sexion d’Assaut                                                             | Grünes Häkchensymbol für ja |                             |
| 2013 | Laufe & laufe                   | Fard                                                                        |                             | Grünes Häkchensymbol für ja |
| 2013 | Laufe los                       | Fratelli-B                                                                  | Grünes Häkchensymbol für ja |                             |
| 2015 | Leni & Joseph Theme             | Jean-Christoph “Schowi” Ritter, Christoph “Shuko” Bauss & Michael Geldreich | Grünes Häkchensymbol für ja | Grünes Häkchensymbol für ja |
| 2008 | Lerne laufen                    | Casper feat. Tua & Vega                                                     |                             | Grünes Häkchensymbol für ja |
| 2014 | Let You Go                      | Ira May                                                                     | Grünes Häkchensymbol für ja | Grünes Häkchensymbol für ja |
| 2017 | Lied für dich                   | Amanda                                                                      | Grünes Häkchensymbol für ja |                             |
| 2010 | Lifestyle                       | Bandit                                                                      | Grünes Häkchensymbol für ja | Grünes Häkchensymbol für ja |
| 2017 | Lights Out (Too Drunk)          | DJ Katch feat. Hayley                                                       | Grünes Häkchensymbol für ja |                             |
| 2012 | Limit                           | Yuri                                                                        | Grünes Häkchensymbol für ja | Grünes Häkchensymbol für ja |
| 2002 | Lines in da Sand (Instrumental) | Separate                                                                    |                             | Grünes Häkchensymbol für ja |
| 2014 | Little Princess                 | Ira May                                                                     | Grünes Häkchensymbol für ja | Grünes Häkchensymbol für ja |
| 2014 | Lonely                          | Ira May                                                                     | Grünes Häkchensymbol für ja | Grünes Häkchensymbol für ja |
| 2013 | Los                             | Cyphermaischter                                                             | Grünes Häkchensymbol für ja |                             |
| 2016 | Lost in Dust                    | Ira May feat. Fashawn                                                       | Grünes Häkchensymbol für ja | Grünes Häkchensymbol für ja |
| 2014 | Love Me                         | Ira May                                                                     | Grünes Häkchensymbol für ja | Grünes Häkchensymbol für ja |
| 2015 | Lush Life                       | Zara Larsson                                                                | Grünes Häkchensymbol für ja | Grünes Häkchensymbol für ja |
| 2015 | Lush Life                       | Daria Tayel (Liedtitel: Tomaten)                                            | Grünes Häkchensymbol für ja |                             |
| 2012 | Lüt mer a                       | Yuri                                                                        | Grünes Häkchensymbol für ja | Grünes Häkchensymbol für ja |

## M
| Jahr | Titel                       | Interpret                                                                   | Autor                       | Produzent                   |
| ---- | --------------------------- | --------------------------------------------------------------------------- | --------------------------- | --------------------------- |
| 2014 | M.I.A.                      | Fedez feat. Boomdabash                                                      | Grünes Häkchensymbol für ja |                             |
| 2010 | Mach d Augä zuä             | Bandit                                                                      | Grünes Häkchensymbol für ja |                             |
| 2009 | Mach was draus              | Big J                                                                       |                             | Grünes Häkchensymbol für ja |
| 2010 | Magisch                     | Bandit feat. Miss Platnum                                                   | Grünes Häkchensymbol für ja | Grünes Häkchensymbol für ja |
| 2016 | Magnet                      | Ira May                                                                     | Grünes Häkchensymbol für ja | Grünes Häkchensymbol für ja |
| 2007 | Make It Happen              | J. Bully                                                                    | Grünes Häkchensymbol für ja | Grünes Häkchensymbol für ja |
| 2014 | Mama Ain’t Proud            | Guy Sebastian feat. 2 Chainz                                                | Grünes Häkchensymbol für ja | Grünes Häkchensymbol für ja |
| 2015 | Margaux & Hegemann Theme    | Jean-Christoph “Schowi” Ritter, Christoph “Shuko” Bauss & Michael Geldreich | Grünes Häkchensymbol für ja | Grünes Häkchensymbol für ja |
| 2015 | Margaux Memories            | Jean-Christoph “Schowi” Ritter, Christoph “Shuko” Bauss & Michael Geldreich | Grünes Häkchensymbol für ja | Grünes Häkchensymbol für ja |
| 2015 | Margaux Theme               | Jean-Christoph “Schowi” Ritter, Christoph “Shuko” Bauss & Michael Geldreich | Grünes Häkchensymbol für ja | Grünes Häkchensymbol für ja |
| 2015 | Margaux und die Cyberbienen | Jean-Christoph “Schowi” Ritter, Christoph “Shuko” Bauss & Michael Geldreich | Grünes Häkchensymbol für ja | Grünes Häkchensymbol für ja |
| 2015 | Margaux’s Chanson           | Jean-Christoph “Schowi” Ritter, Christoph “Shuko” Bauss & Michael Geldreich | Grünes Häkchensymbol für ja | Grünes Häkchensymbol für ja |
| 2009 | Marschmuzik                 | Azad                                                                        |                             | Grünes Häkchensymbol für ja |
| 2006 | Με Ανοιχτά Χαρτιά           | Sifu VERSUS                                                                 | Grünes Häkchensymbol für ja |                             |
| 2010 | Megaphon                    | Gimma                                                                       | Grünes Häkchensymbol für ja |                             |
| 2016 | Megaschwiizer               | Gimma                                                                       | Grünes Häkchensymbol für ja |                             |
| 2010 | Meh drvo                    | Bandit                                                                      | Grünes Häkchensymbol für ja | Grünes Häkchensymbol für ja |
| 2007 | Mein Weg                    | Warheit                                                                     | Grünes Häkchensymbol für ja |                             |
| 2017 | Meine Damen und Herren      | Amanda                                                                      | Grünes Häkchensymbol für ja |                             |
| 2017 | Meine Frau                  | Amanda                                                                      | Grünes Häkchensymbol für ja |                             |
| 2014 | Meine Gang (Bang Bang)      | Cro feat. Dajuan                                                            | Grünes Häkchensymbol für ja | Grünes Häkchensymbol für ja |
| 2006 | Meins                       | Dendemann                                                                   | Grünes Häkchensymbol für ja |                             |
| 2014 | Melodie                     | Bandit feat. Termanology                                                    | Grünes Häkchensymbol für ja | Grünes Häkchensymbol für ja |
| 2016 | Milk and Honey              | Ira May                                                                     | Grünes Häkchensymbol für ja | Grünes Häkchensymbol für ja |
| 2008 | Min Shit                    | Bandit                                                                      |                             | Grünes Häkchensymbol für ja |
| 2012 | Mir gfauts hie              | Yuri                                                                        | Grünes Häkchensymbol für ja | Grünes Häkchensymbol für ja |
| 2012 | Mir platzt dr Schädu        | Diens                                                                       | Grünes Häkchensymbol für ja | Grünes Häkchensymbol für ja |
| 2014 | Moet sciandon               | Fedez                                                                       | Grünes Häkchensymbol für ja |                             |
| 2010 | Morgarot                    | Gimma                                                                       | Grünes Häkchensymbol für ja |                             |
| 2014 | Mr. Right                   | Ira May                                                                     | Grünes Häkchensymbol für ja | Grünes Häkchensymbol für ja |
| 2009 | Musig                       | Fratelli-B feat. Bandit                                                     | Grünes Häkchensymbol für ja |                             |

## N
| Jahr | Titel           | Interpret        | Autor                       | Produzent                   |
| ---- | --------------- | ---------------- | --------------------------- | --------------------------- |
| 2012 | Nächschti Party | Yuri             | Grünes Häkchensymbol für ja | Grünes Häkchensymbol für ja |
| 2015 | Ned mit üs      | Fratelli-B       | Grünes Häkchensymbol für ja |                             |
| 2014 | Neustart        | SAM              | Grünes Häkchensymbol für ja | Grünes Häkchensymbol für ja |
| 2014 | Never Cro Up    | Cro              | Grünes Häkchensymbol für ja | Grünes Häkchensymbol für ja |
| 2014 | No Doubt        | Ira May feat. Ty | Grünes Häkchensymbol für ja | Grünes Häkchensymbol für ja |
| 2010 | Nöd ällei       | Bandit           | Grünes Häkchensymbol für ja | Grünes Häkchensymbol für ja |

## O
| Jahr | Titel     | Interpret | Autor                       | Produzent                   |
| ---- | --------- | --------- | --------------------------- | --------------------------- |
| 2014 | One Day   | Ira May   |                             | Grünes Häkchensymbol für ja |
| 2014 | Oooh Yeah | Bandit    | Grünes Häkchensymbol für ja | Grünes Häkchensymbol für ja |

## P
| Jahr | Titel                | Interpret                               | Autor                       | Produzent                   |
| ---- | -------------------- | --------------------------------------- | --------------------------- | --------------------------- |
| 2007 | Panzer im Club       | Gimma feat. Nega und Baze               | Grünes Häkchensymbol für ja |                             |
| 2014 | Patois               | Swiss Avengers                          |                             | Grünes Häkchensymbol für ja |
| 2005 | Pimmel, Arsch & Hirn | Dendemann                               |                             | Grünes Häkchensymbol für ja |
| 2017 | Pizza                | Antilopen Gang                          | Grünes Häkchensymbol für ja |                             |
| 2017 | Pizza                | Antilopen Gang mit Soilent Grün         | Grünes Häkchensymbol für ja |                             |
| 2014 | Punchline            | Swiss Avengers                          |                             | Grünes Häkchensymbol für ja |
| 2021 | Pure Souls           | Kanye West feat. Roddy Ricch & Shenseea | Grünes Häkchensymbol für ja |                             |

## R
| Jahr | Titel              | Interpret                    | Autor                       | Produzent                   |
| ---- | ------------------ | ---------------------------- | --------------------------- | --------------------------- |
| 2011 | Radar              | Casper                       | Grünes Häkchensymbol für ja | Grünes Häkchensymbol für ja |
| 2016 | Ram Pam Pam        | Ira May                      | Grünes Häkchensymbol für ja | Grünes Häkchensymbol für ja |
| 2014 | Reach the Top      | Swiss Avengers feat. Ira May |                             | Grünes Häkchensymbol für ja |
| 2015 | Récit écorché      | Cayene                       | Grünes Häkchensymbol für ja |                             |
| 2012 | Réel               | 1995                         | Grünes Häkchensymbol für ja |                             |
| 2015 | Replay (oulala)    | Tenny                        | Grünes Häkchensymbol für ja | Grünes Häkchensymbol für ja |
| 2012 | Rêves et illusions | Soprano / R.E.D.K.           | Grünes Häkchensymbol für ja | Grünes Häkchensymbol für ja |
| 2020 | Roboter            | Antilopen Gang               | Grünes Häkchensymbol für ja |                             |
| 2010 | Rudeness           | Bandit feat. Phenomden       | Grünes Häkchensymbol für ja | Grünes Häkchensymbol für ja |
| 2020 | Rumors             | Ava Max                      | Grünes Häkchensymbol für ja |                             |

## S
| Jahr | Titel                       | Interpret                                      | Autor                       | Produzent                   |
| ---- | --------------------------- | ---------------------------------------------- | --------------------------- | --------------------------- |
| 2007 | Schiinheilig                | Black Tiger & MC Rony                          | Grünes Häkchensymbol für ja |                             |
| 2012 | Seite an Seite              | 257ers feat. Favorite                          | Grünes Häkchensymbol für ja |                             |
| 2016 | Selfie                      | Mark Forster                                   | Grünes Häkchensymbol für ja |                             |
| 2016 | She                         | Ira May                                        | Grünes Häkchensymbol für ja | Grünes Häkchensymbol für ja |
| 2016 | Silver Spoon                | Ira May                                        | Grünes Häkchensymbol für ja | Grünes Häkchensymbol für ja |
| 2014 | Sirene                      | Fedez feat. Malika Ayane                       | Grünes Häkchensymbol für ja |                             |
| 2008 | Skit                        | Casper                                         |                             | Grünes Häkchensymbol für ja |
| 2006 | So kalt                     | Peripherique                                   | Grünes Häkchensymbol für ja | Grünes Häkchensymbol für ja |
| 2011 | So Low                      | Talib Kweli                                    | Grünes Häkchensymbol für ja | Grünes Häkchensymbol für ja |
| 2016 | Sowieso                     | Mark Forster                                   | Grünes Häkchensymbol für ja |                             |
| 2016 | St. Hope Street             | Ira May                                        | Grünes Häkchensymbol für ja | Grünes Häkchensymbol für ja |
| 2008 | Stampf ihn ein              | Casper feat. Al Capone, Elch, Lump & Pimpulsiv |                             | Grünes Häkchensymbol für ja |
| 2007 | Stohn uf!                   | Gimma                                          | Grünes Häkchensymbol für ja |                             |
| 2016 | Storm                       | Ira May                                        |                             | Grünes Häkchensymbol für ja |
| 2008 | Straße 2                    | Casper feat. Kollegah                          |                             | Grünes Häkchensymbol für ja |
| 2014 | Swiss Avengers Presentation | Swiss Avengers                                 |                             | Grünes Häkchensymbol für ja |

## T
| Jahr | Titel                           | Interpret                                       | Autor                       | Produzent                   |
| ---- | ------------------------------- | ----------------------------------------------- | --------------------------- | --------------------------- |
| 2019 | Takeaway                        | The Chainsmokers & Illenium feat. Lennon Stella | Grünes Häkchensymbol für ja |                             |
| 2015 | Tell Me                         | Apollo Theo                                     | Grünes Häkchensymbol für ja | Grünes Häkchensymbol für ja |
| 2015 | The Horns                       | DJ Katch feat. Greg Nice, Deborah Lee & DJ Kool | Grünes Häkchensymbol für ja |                             |
| 2012 | The Huere Nice Place uf dr Wäut | Yuri                                            | Grünes Häkchensymbol für ja | Grünes Häkchensymbol für ja |
| 2005 | These Are the Breaks            | Shuko, Brisk Fingaz, Monroe & Sti               | Grünes Häkchensymbol für ja |                             |
| 2011 | Thon à la catalane              | Nessbeal feat. Selim du 94                      | Grünes Häkchensymbol für ja | Grünes Häkchensymbol für ja |
| 2004 | Top Shelf                       | Outerspace                                      | Grünes Häkchensymbol für ja | Grünes Häkchensymbol für ja |
| 2014 | Tornado                         | Swiss Avengers                                  |                             | Grünes Häkchensymbol für ja |
| 2014 | Traum                           | Cro                                             | Grünes Häkchensymbol für ja | Grünes Häkchensymbol für ja |

## U
| Jahr | Titel           | Interpret | Autor                       | Produzent                   |
| ---- | --------------- | --------- | --------------------------- | --------------------------- |
| 2014 | Unendlichkeit   | SAM       | Grünes Häkchensymbol für ja | Grünes Häkchensymbol für ja |
| 2016 | Unknown Gardens | Ira May   | Grünes Häkchensymbol für ja | Grünes Häkchensymbol für ja |
| 2010 | Unmensch        | Gimma     | Grünes Häkchensymbol für ja |                             |
| 2008 | Unzerbrechlich  | Casper    |                             | Grünes Häkchensymbol für ja |

## V
| Jahr | Titel                           | Interpret                                                                   | Autor                       | Produzent                   |
| ---- | ------------------------------- | --------------------------------------------------------------------------- | --------------------------- | --------------------------- |
| 2014 | Veleno per topic                | Fedez feat. Luciouz                                                         | Grünes Häkchensymbol für ja |                             |
| 2008 | Verdammt nah dran (Supermänner) | Casper                                                                      |                             | Grünes Häkchensymbol für ja |
| 2014 | Vielleicht                      | Cro                                                                         | Grünes Häkchensymbol für ja | Grünes Häkchensymbol für ja |
| 2015 | Vivienne’s Kiss                 | Jean-Christoph “Schowi” Ritter, Christoph “Shuko” Bauss & Michael Geldreich | Grünes Häkchensymbol für ja | Grünes Häkchensymbol für ja |
| 2007 | Volksmusigg                     | Bligg                                                                       | Grünes Häkchensymbol für ja |                             |
| 2007 | Volksmusigg                     | Bligg mit Streichmusik Alder                                                | Grünes Häkchensymbol für ja | Grünes Häkchensymbol für ja |

## W
| Jahr | Titel                  | Interpret            | Autor                       | Produzent                   |
| ---- | ---------------------- | -------------------- | --------------------------- | --------------------------- |
| 2010 | Wänns fühlsch          | Bandit               | Grünes Häkchensymbol für ja | Grünes Häkchensymbol für ja |
| 2011 | Weapon of Unholy Wrath | Jedi Mind Tricks     | Grünes Häkchensymbol für ja | Grünes Häkchensymbol für ja |
| 2008 | Weisst du wie es ist?  | Massiv               | Grünes Häkchensymbol für ja | Grünes Häkchensymbol für ja |
| 2014 | Welcome                | Swiss Avengers       |                             | Grünes Häkchensymbol für ja |
| 2016 | What Was Golden        | Ira May              | Grünes Häkchensymbol für ja | Grünes Häkchensymbol für ja |
| 2014 | Whatever (It Takes)    | Ira May              | Grünes Häkchensymbol für ja | Grünes Häkchensymbol für ja |
| 2017 | Wie es ist             | Amanda               | Grünes Häkchensymbol für ja |                             |
| 2006 | Wie ich bin            | Mnemonic             |                             | Grünes Häkchensymbol für ja |
| 2012 | Wie ich bin            | Cro                  | Grünes Häkchensymbol für ja | Grünes Häkchensymbol für ja |
| 2006 | Wie viele Rapper       | G-Hot                | Grünes Häkchensymbol für ja |                             |
| 2020 | Wie wir leben          | Antilopen Gang       | Grünes Häkchensymbol für ja |                             |
| 2008 | Wir sind Kanacken      | Massiv               | Grünes Häkchensymbol für ja | Grünes Häkchensymbol für ja |
| 2007 | Wo sind die Gegnaz?    | Tony D feat. B-Tight | Grünes Häkchensymbol für ja |                             |

## Z
| Jahr | Titel             | Interpret                 | Autor                       | Produzent                   |
| ---- | ----------------- | ------------------------- | --------------------------- | --------------------------- |
| 2005 | Zahltag           | Separate feat. Olli Banjo | Grünes Häkchensymbol für ja |                             |
| 2010 | Zrugg id Zuäkunft | Bandit feat. Lou Geniuz   | Grünes Häkchensymbol für ja | Grünes Häkchensymbol für ja |